# Церква Успіння Пресвятої Богородиці (Кліцько)
Церква Успіння Пресвятої Богородиці — греко-католицький храм та пам'ятка архітектури у селі Кліцько Комарнівської громади Львівської області.
Збудована у 1603 році на місці попереднього дерев'яного храму, про який відомо, що існував вже у 1515 році. Церква має наметові верхи,  центральний зруб має два заломи, бокові – по одному. Нинішній храм зведено на дубових підвалинах з липових брусів.
У 1687 році у церкві проводився ремонт, про що свідчить надпис на одвірку західних дверей. На східній стіні вівтарного зрубу зберігся напис, що свідчить про те, що у 1707 році церкву піднято на мурований фундамент. Також на східному випусті північного фасаду міститься різьблений надпис “Злодії церкву викрали”, який датується 1735 роком.
У 1808 та 1850 роках проводилися ремонти храму.
У 1905 році парафіяльний уряд просив дозволу на розібрання дерев'яної церкви та будівництво нової мурованої. Консерватор Ф. Папее дав на це згоду, а проект нового храму розроблено архітектором Василем Нагірним. Проте, дерев'яну споруду вдалося зберегти.
У радянський період, з 1955 по 1989 роки приміщення церкви використовувалося як архів і склад книжок.
Ремонти в храмі проводилися в останні роки радянської влади, а пізніше, за сприяння православної та греко-католицької громад, які нині почергово використовують приміщення храму для богослужінь.
Поруч з церквою розташована дзвіниця, збудована у 1673 році, що теж є пам'яткою архітектури.
Інтер’єр має чотириярусний іконостас з випуклою бароковою різьбою. Датується 1674 роком, що відображено на іконі св. Антонія і Теодозія Печерських над південними дияконськими вратами. Також на стінах храму збереглося декілька хронікальних написів XVIII століття.
У 2008 році у церкві була пожежа, вогонь частково пошкодив покрівлю і стіни, церква перебуває на реставрації.

## Галерея

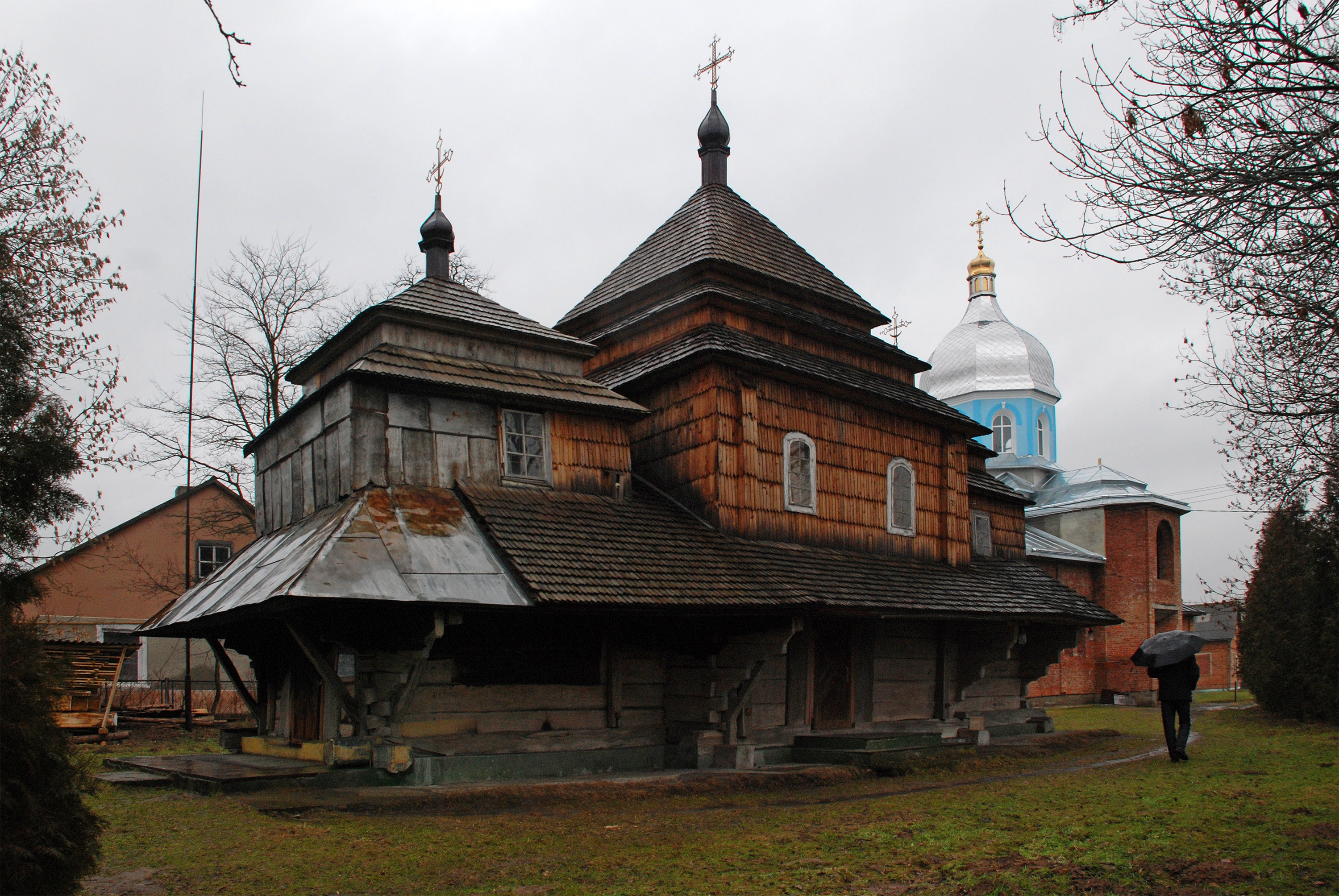
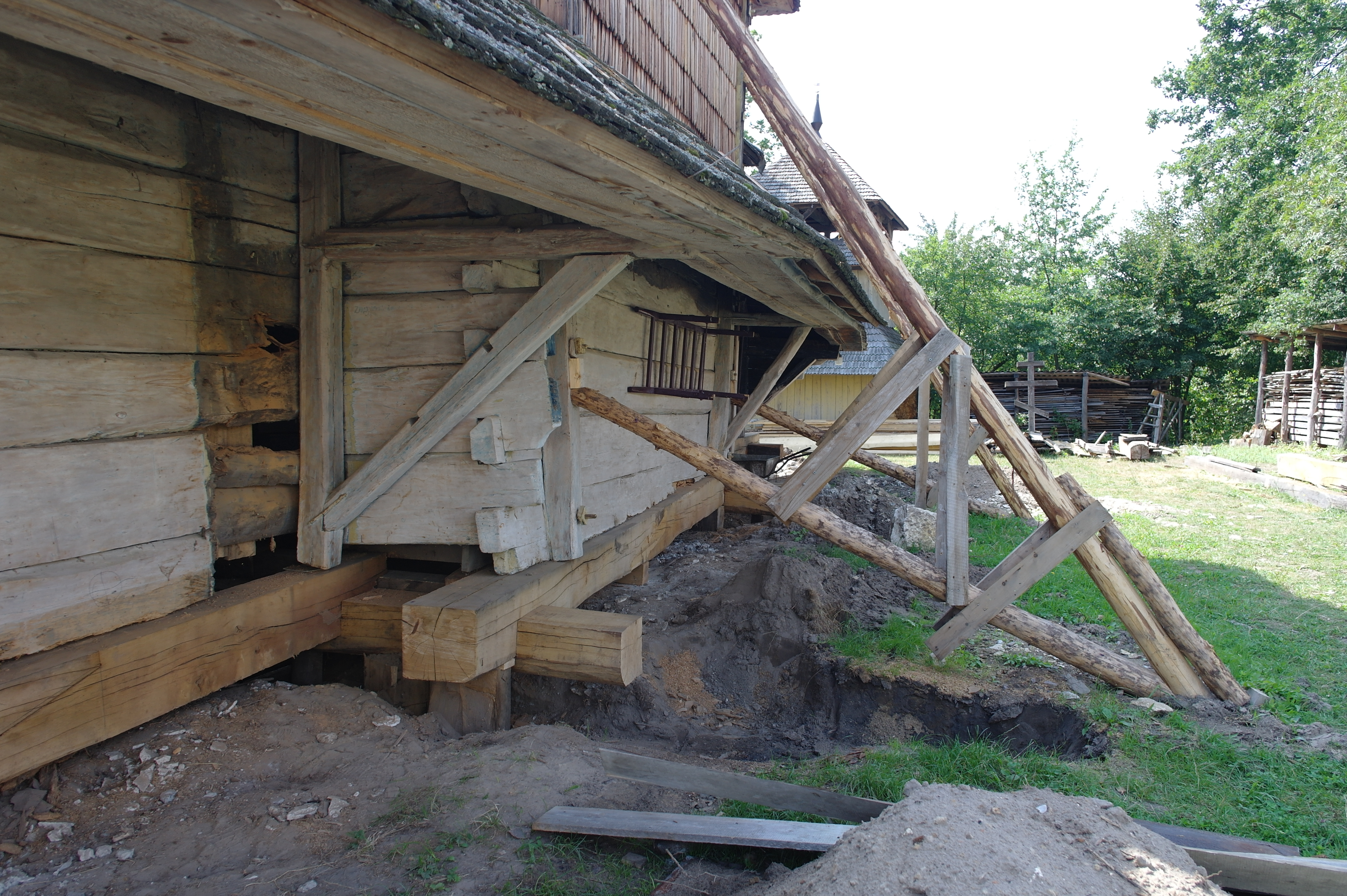
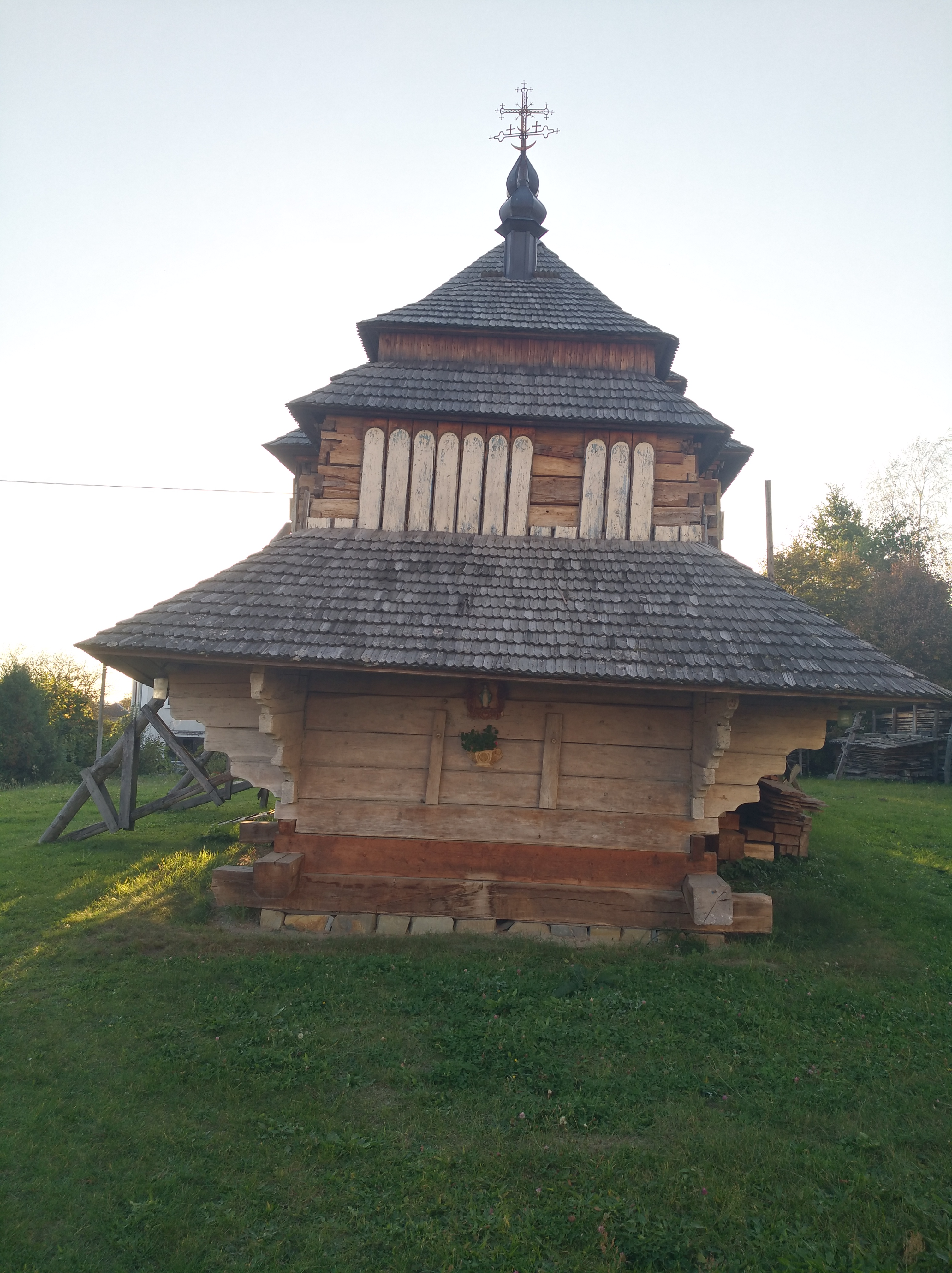
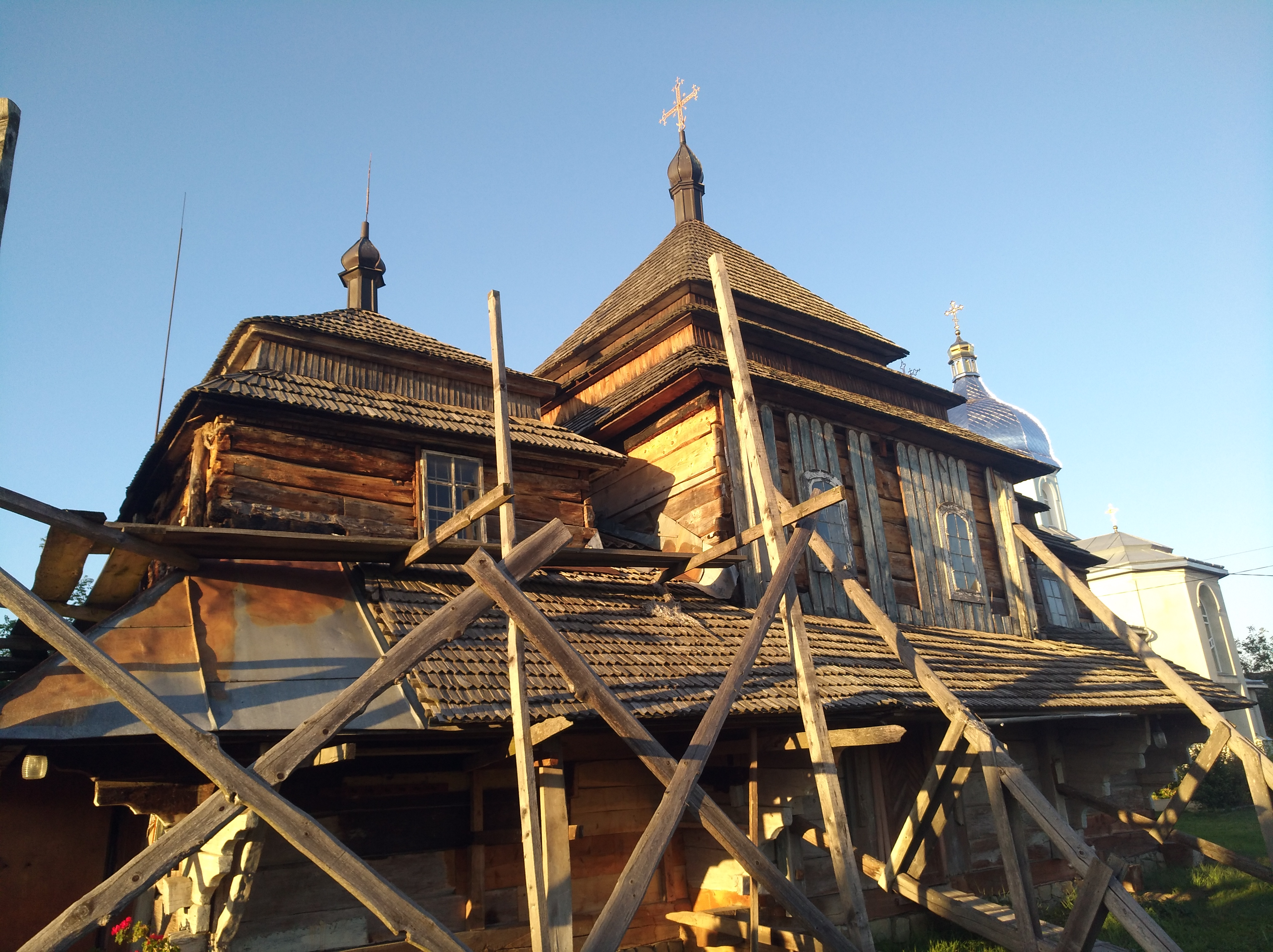
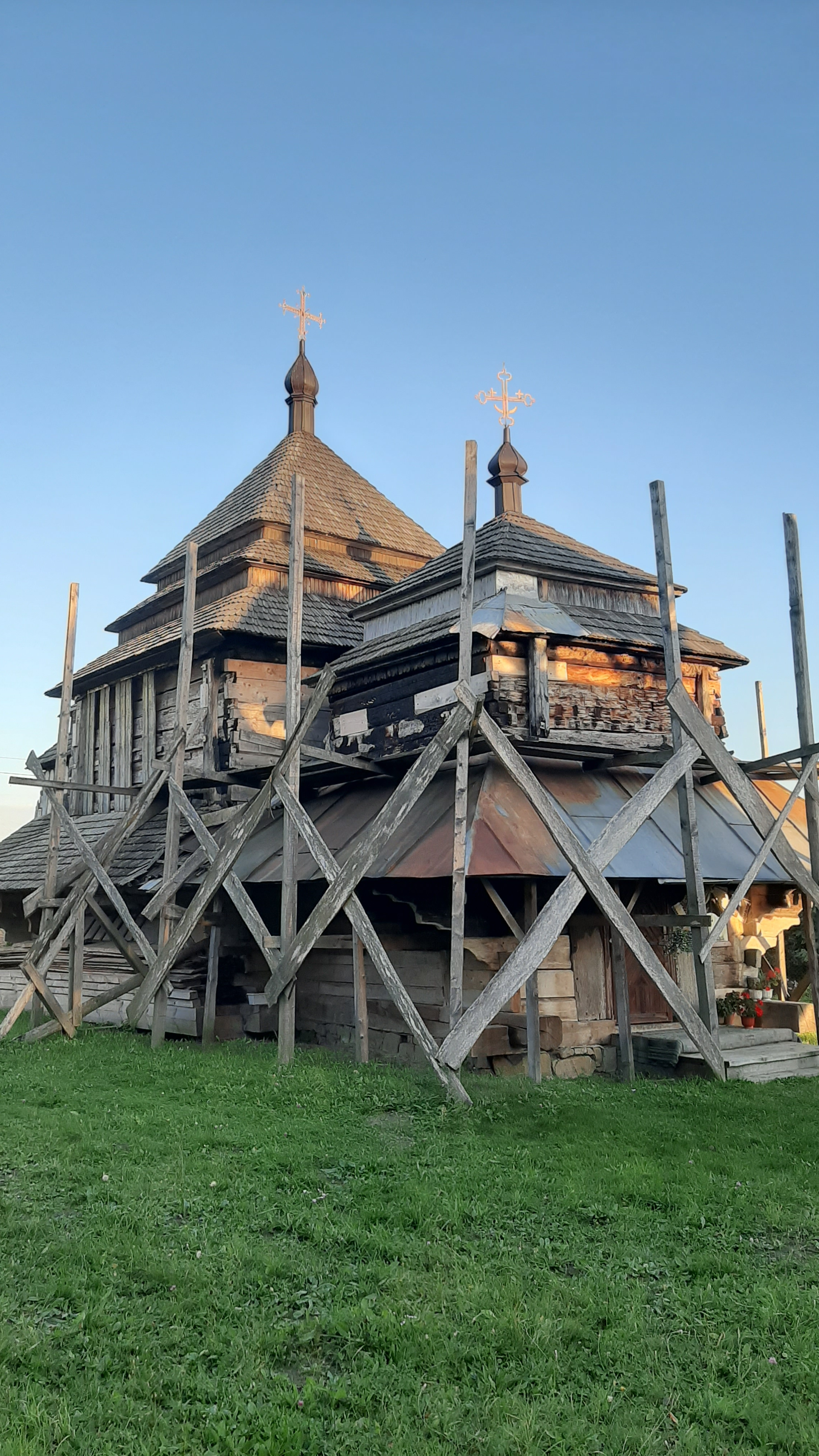
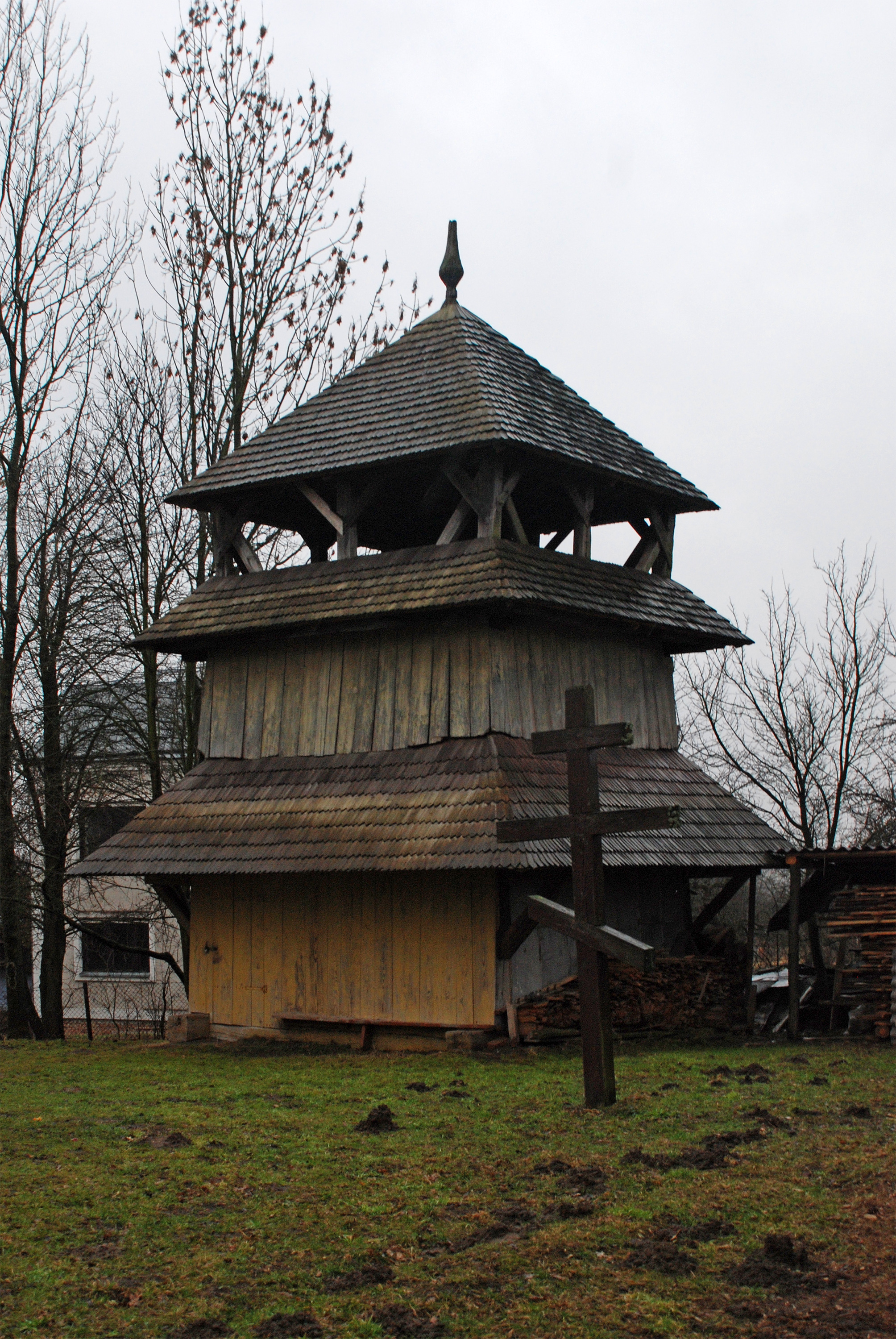
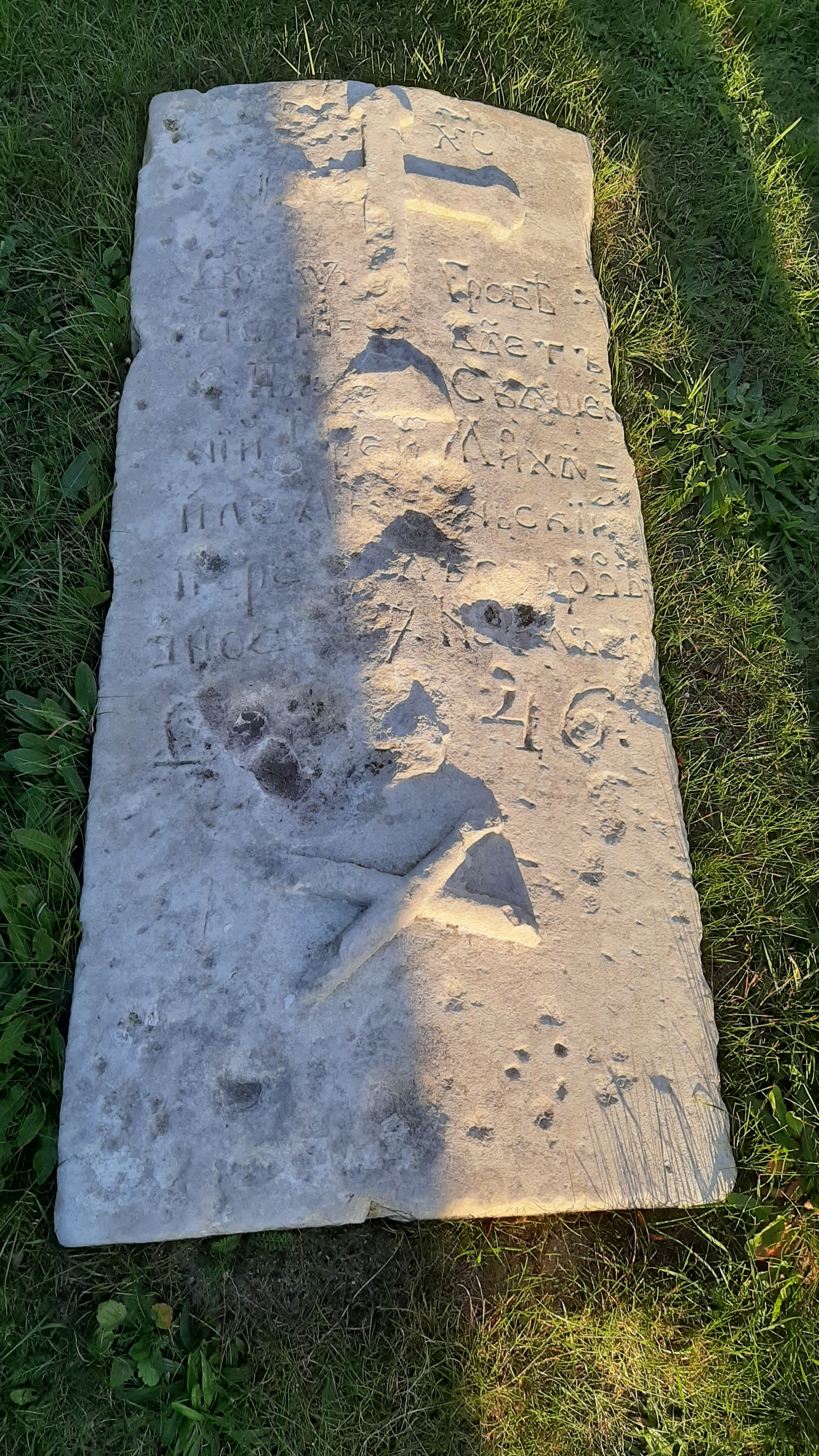
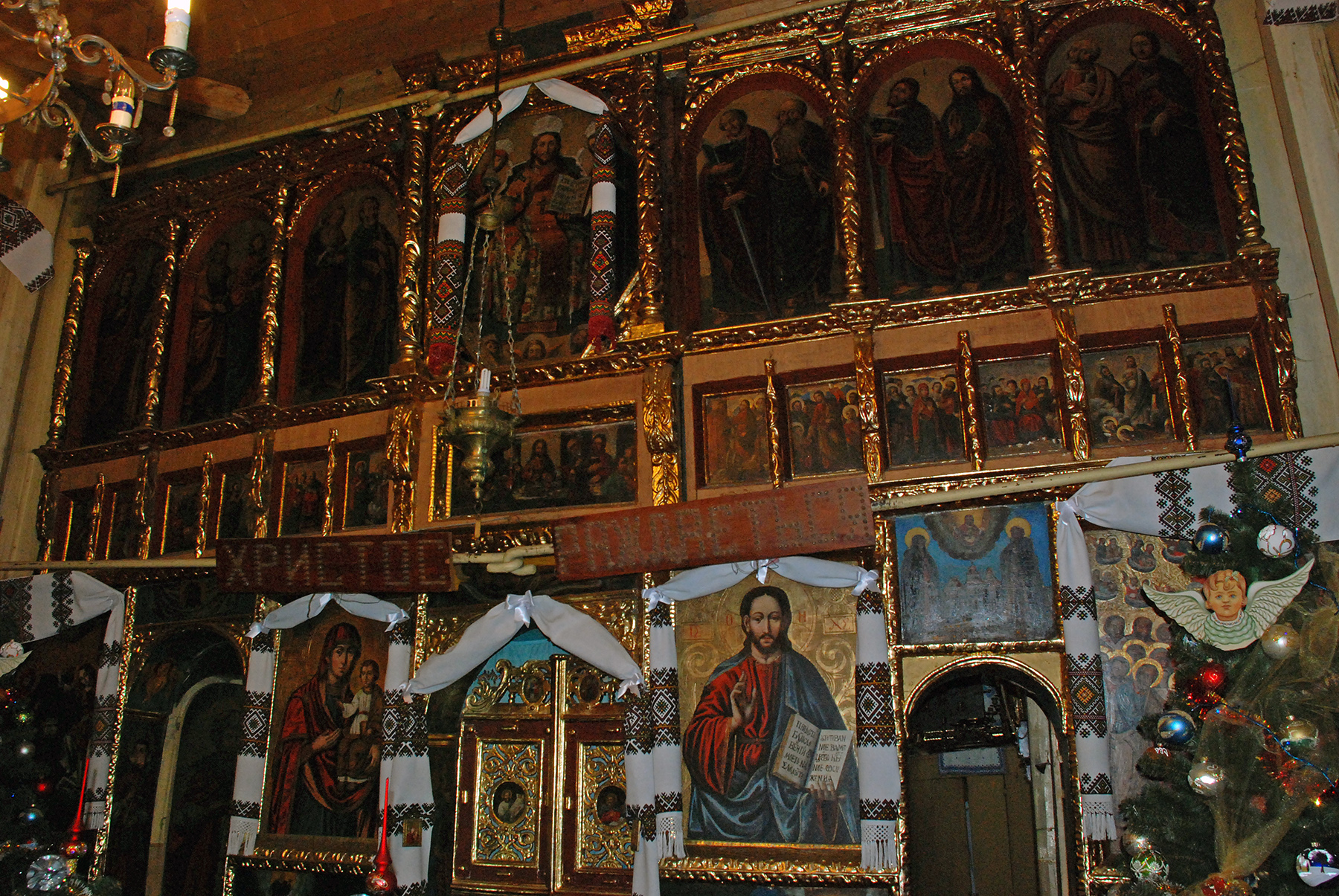
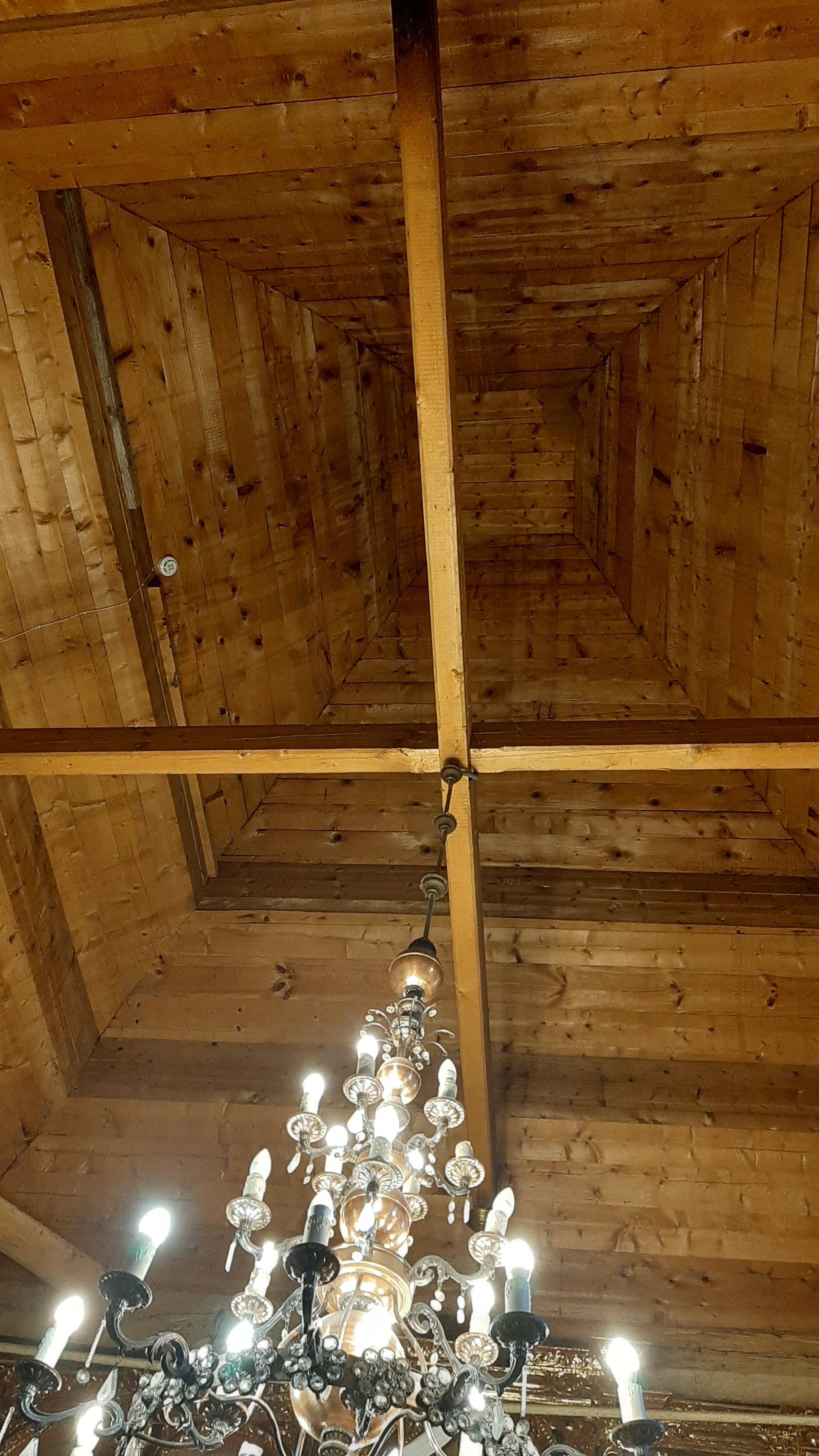
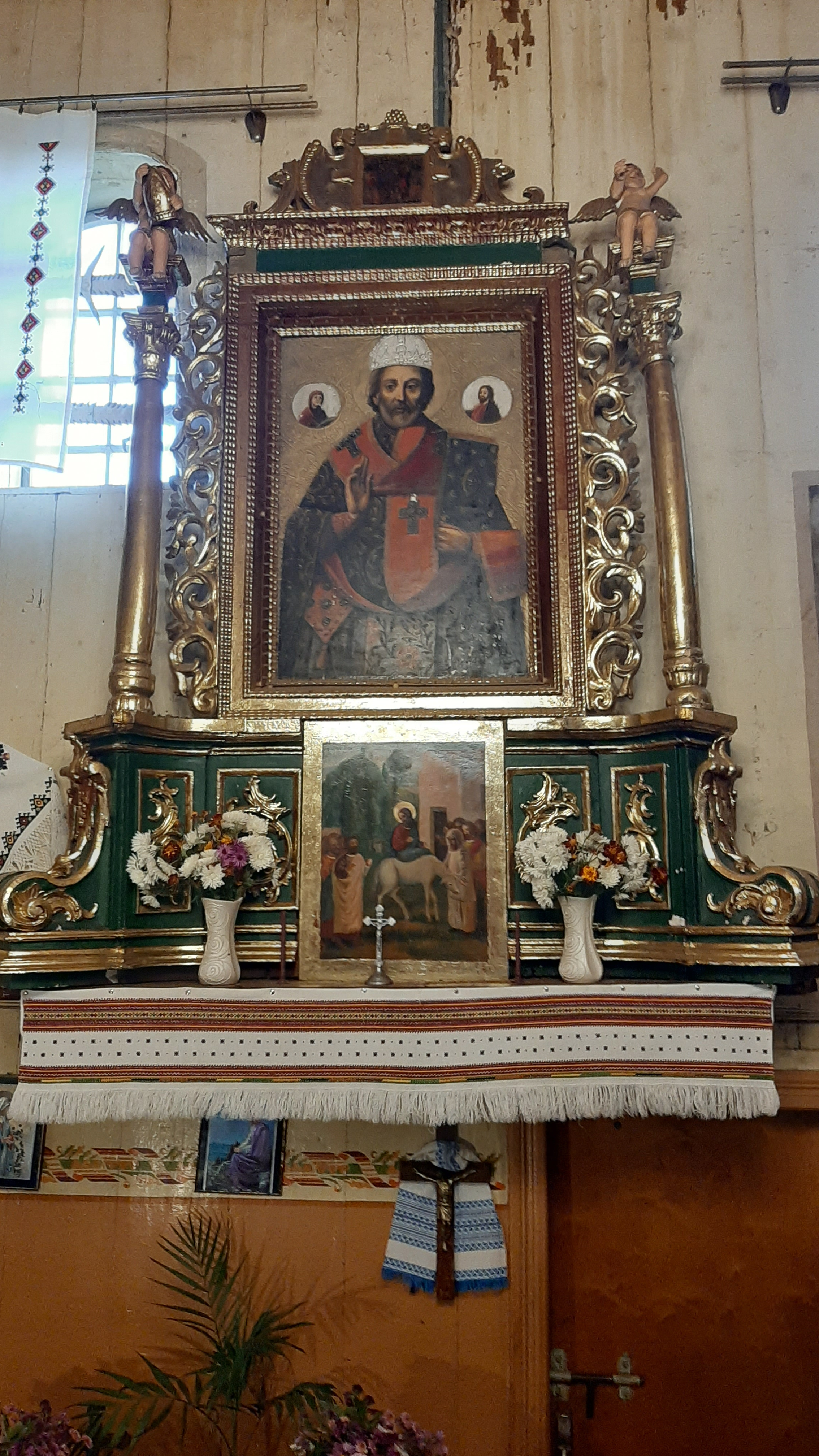
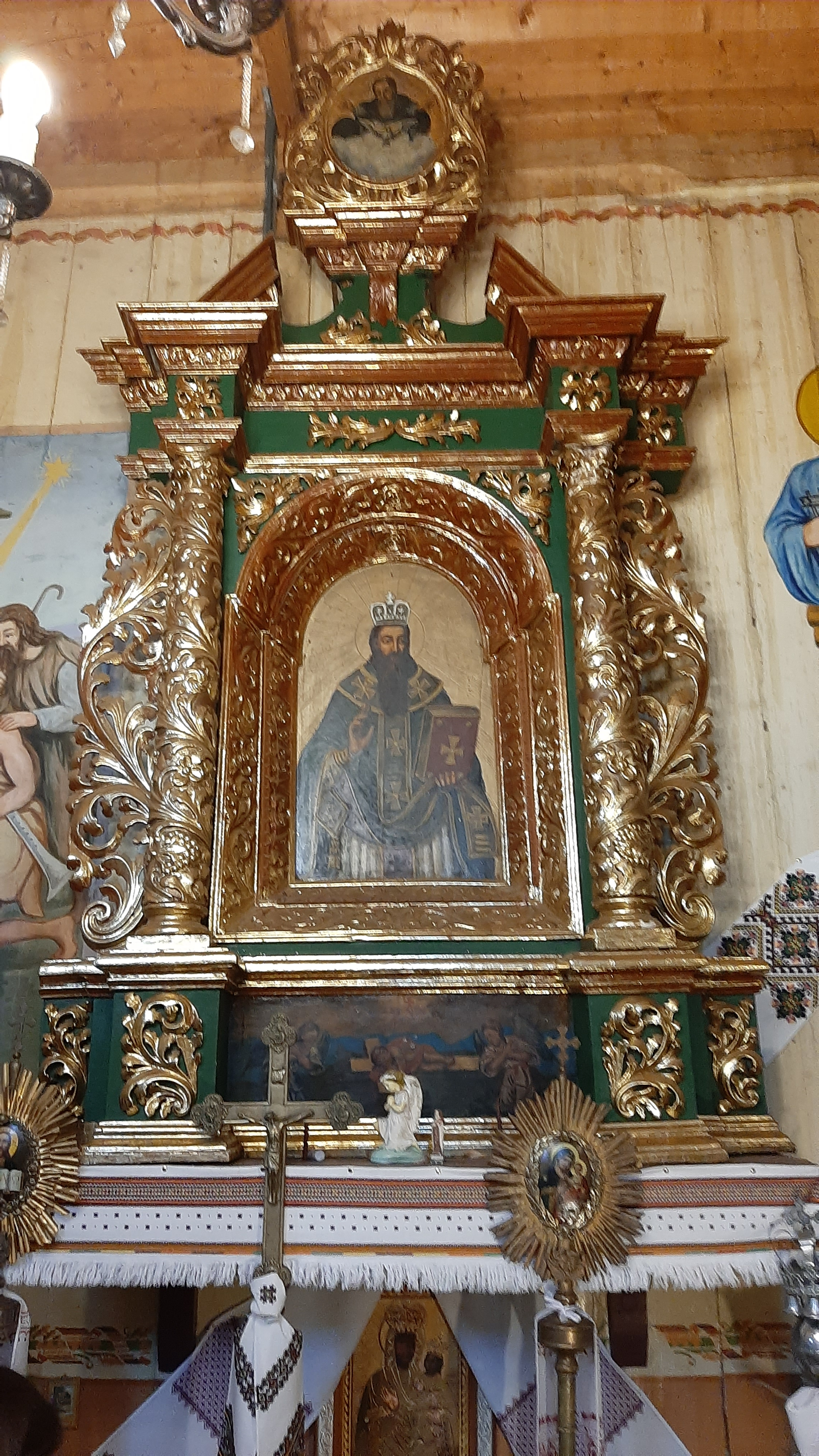
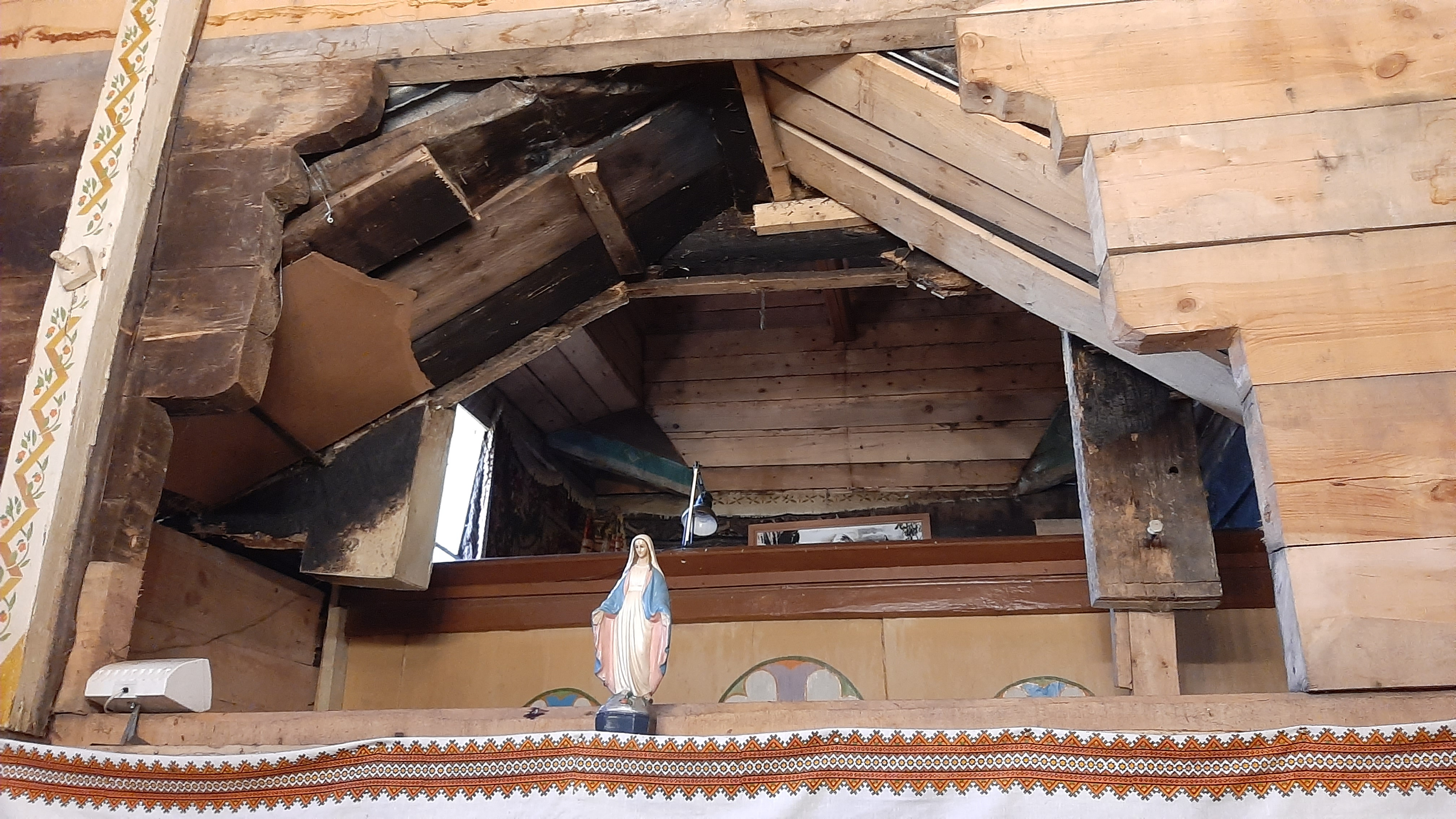
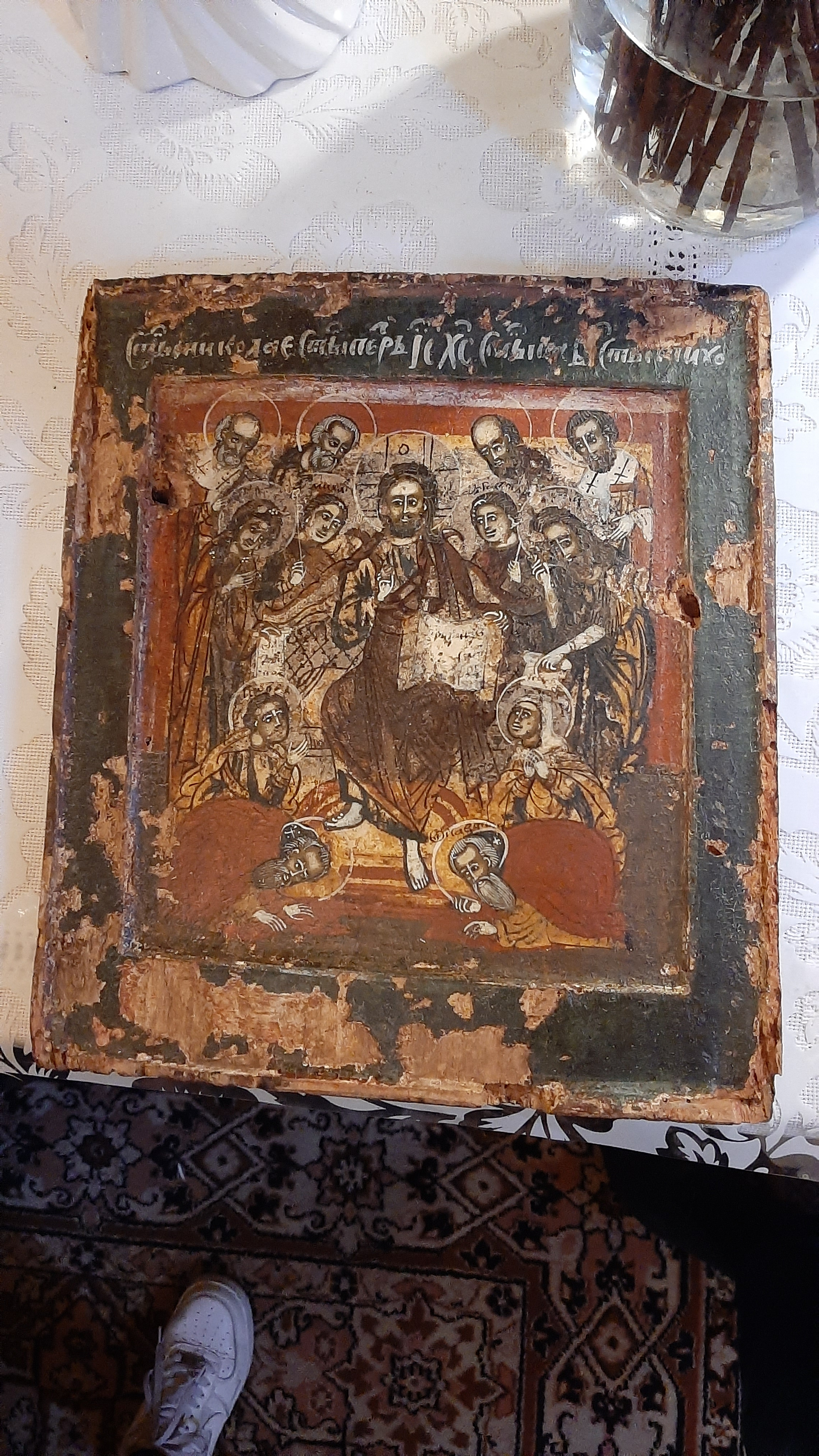
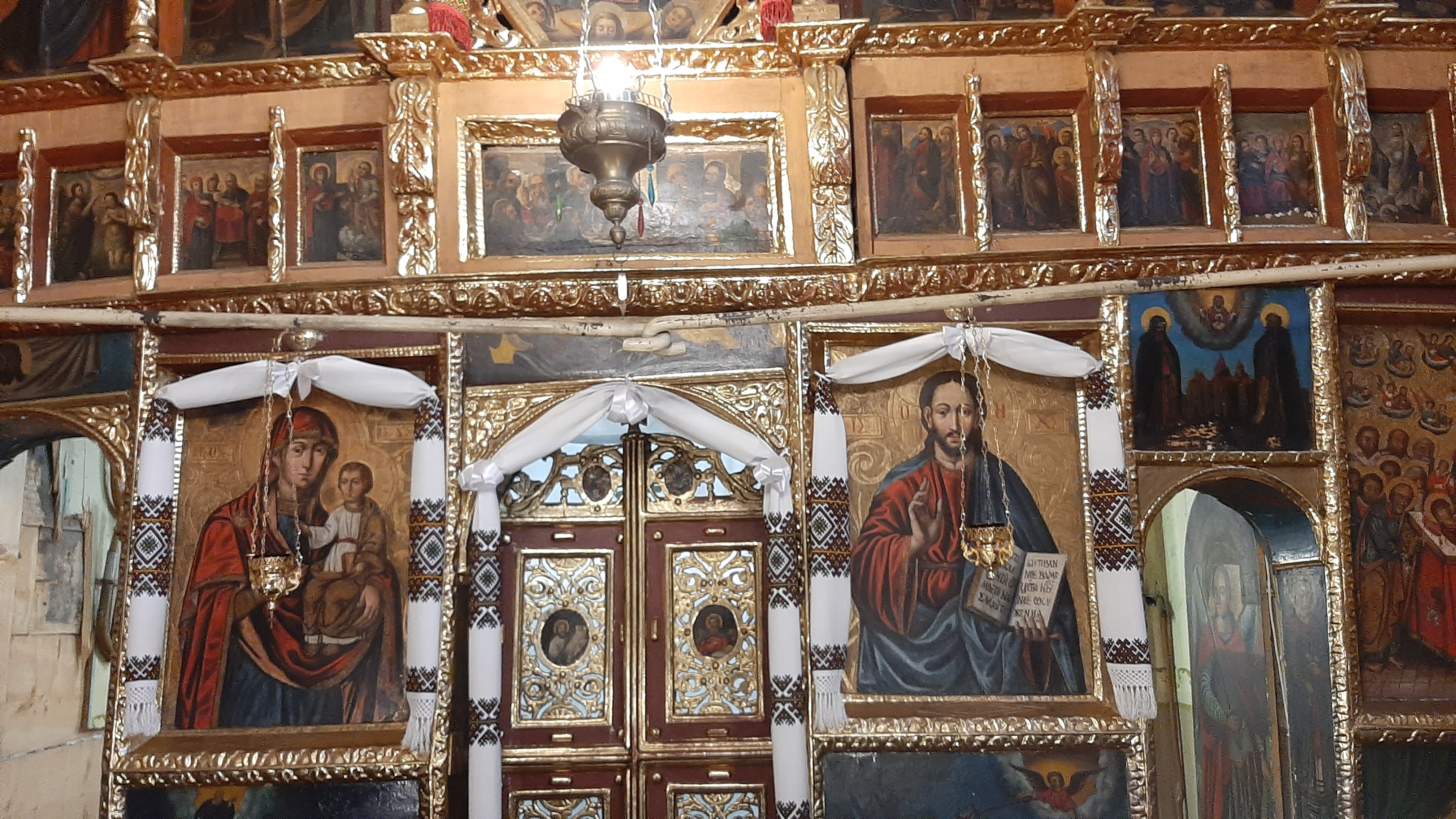
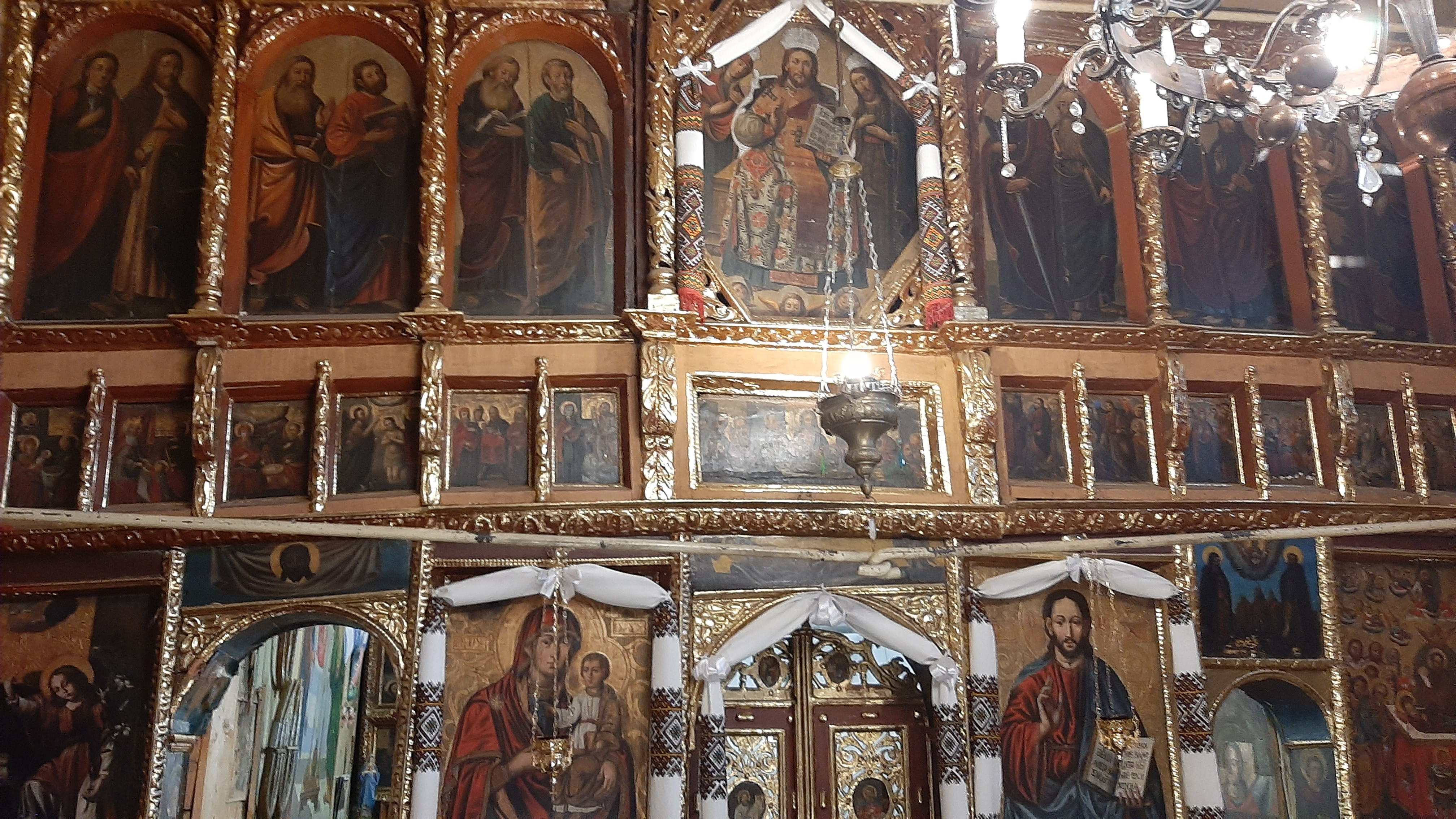
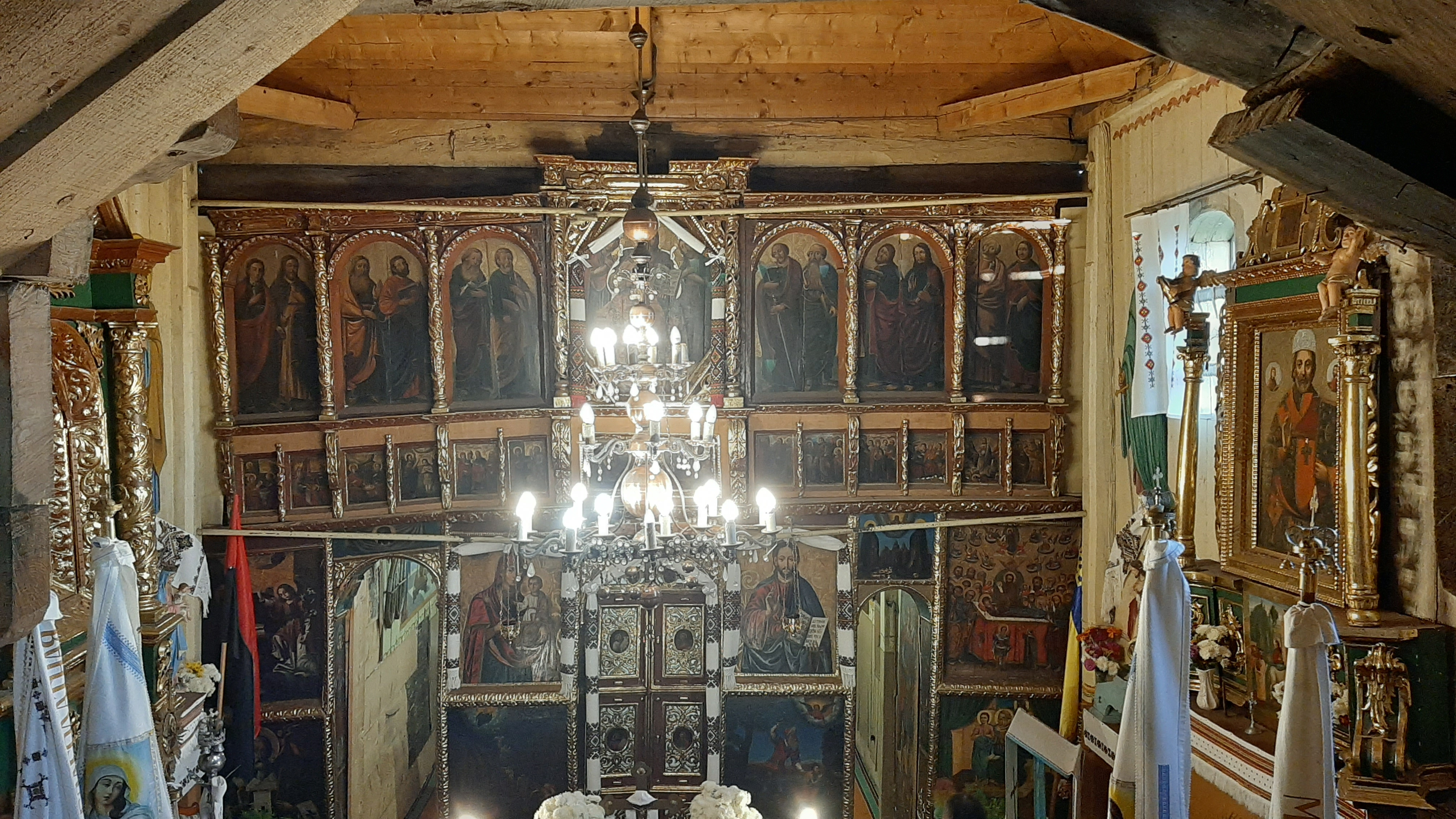
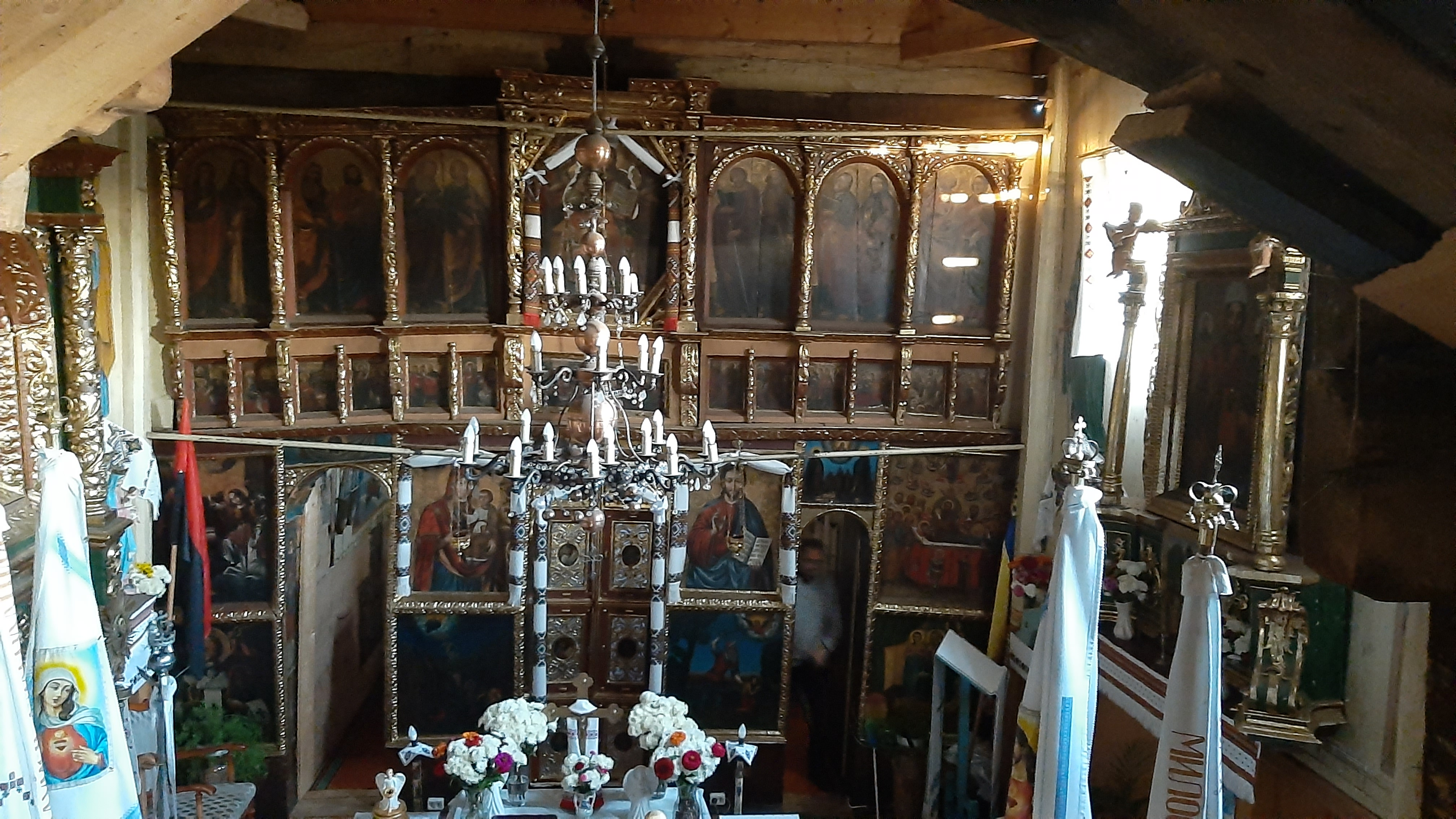